# 1 Brygada Karabinów Maszynowych (URL)
1 Brygada Karabinów Maszynowych – oddział piechoty Armii Ukraińskiej Republiki Ludowej.

## Formowanie i zmiany organizacyjne
W wyniku rozmów atamana Symona Petlury z naczelnikiem państwa i zarazem naczelnym wodzem wojsk polskich Józefem Piłsudskim prowadzonych w grudniu 1919, ten ostatni wyraził zgodę na tworzenie ukraińskich jednostek wojskowych w Polsce.
Rozkazem dowódcy 1 Dywizji Karabinów Maszynowych nr 1 z 14 września 1920, na bazie Zapasowej Brygady Strzelców, w rejonie Tłumacza rozpoczęto formowanie1 Brygady Karabinów Maszynowych. Została przeorganizowana w ten sposób, że dawny 1 Zaporoski zbiorczy kureń strzelców został przeformowany w 1 kureń karabinów maszynowych, 2 Wołyński zapasowy kureń strzelców i 4 Kijowski zapasowy kureń strzelców w 2 kureń km, 1 zapasowy pułk artylerii w 1 baterię artylerii, 1 zapasowy oddział konny w półsotnię konną brygady. Prace organizacyjne planowano zakończyć do 25 września. W pierwszej połowie października Armia URL przeprowadziła mobilizację. Brygada otrzymała uzupełnienia w postaci 548 żołnierzy.
W związku z podpisaniem przez Polskę układu o zawieszeniu broni na froncie przeciwbolszewickim, od 18 października  wojska ukraińskie zmuszone były prowadzić działania zbrojne samodzielnie.
27 października 1 Brygada Karabinów Maszynowych przybyła na front i zajęła przydzielony jej odcinek.
21 listopada, pod naporem wojsk sowieckich, brygada przeszła na zachodni brzeg Zbrucza, gdzie została internowana przez Wojsko Polskie. W sierpniu 1921, w następstwie połączenia 1 Dywizji Karabinów Maszynowych z 5 Chersońską Dywizją Strzelców, brygada została rozwiązana, a jej żołnierze włączeni do składu nowo zorganizowanej 14 Brygady Strzelców.

## Struktura organizacyjna
Organizacja brygady w październiku 1920
- dowództwo i sztab
- półskotnia konna
- 1 kureń karabinów maszynowych
- 2 kureń karabinów maszynowych
- bateria artylerii
- intendentura brygady

## Żołnierze oddziału
| Dowództwo jednostki      |                        |       |
| Stopień, imię i nazwisko | Okres pełnienia służby | Uwagi |
| Dowódcy brygady          |                        |       |
| płk Mychajło Myszakiw    | 14 IX – 14 X           |       |
| ppłk Mychajło Sekret     | 14 X-koniec wojny      |       |
| Szef sztabu              |                        |       |
| sot. Alfred Ridl         | 14 IX – koniec wojny   |       |